# 大分麦焼酎
大分麦焼酎（おおいたむぎじょうちゅう）は、大分県酒造組合の地域団体商標（商標登録第5027126号）。原料がこうじを含めて麦100%で、大分県で瓶詰・出荷される麦焼酎に使用できる商標である。

## 歴史

### 戦前
大分県では、江戸時代に「粕取焼酎」が製造されていたが、これは清酒粕を発酵させたものにもみ殻を混ぜ、セイロで蒸してアルコール分を抽出したものであった。明治時代の中頃になると、製造技術の進歩にともない、白糠や穀物を原料とした焼酎が製造されるようになった。

### 麦焼酎の開発とブーム
1951年に麦の統制が撤廃されると、麦こうじの開発が始められた。そして、米こうじが一般的であったなか、1973年に主原料が大麦で、こうじも麦こうじの麦100%の焼酎が二階堂酒造から発売された。
二階堂酒造および三和酒類がイオン交換濾過法の技術を駆使した麦焼酎を開発し、それが東京などで受け入れられた。結果、大分の麦焼酎は徐々に日本中で知られるようになった。元来、清酒文化圏であった大分では、1975年に当時の大分県知事立木勝が県産品愛用運動の重点項目として豊後特産麦焼酎を取り上げたことで麦焼酎が広まった。1979年に当時の大分県知事平松守彦が提唱した一村一品運動とも連動して、日本全国でブームが巻き起った。

### 現状
2003年頃からの本格焼酎ブームにおいては、芋焼酎を中心に材料や製法にこだわった焼酎が人気を集めたが、イオン交換濾過法や減圧蒸留を用いた大手の製品が中心の大分麦焼酎が大きく注目を集めることはなかった。近年では、小規模な大分麦焼酎のメーカーには、常圧蒸留・無濾過の商品を出すところも増えてきており、大分麦焼酎と一口に言うもののさまざまな特徴を持った多様な商品群が登場し、幅が広がってきている。大分県の出荷量の多数を占める三和酒類・二階堂酒造の両社が本格焼酎ブームが起こる前と比較して出荷量を減らす一方で、他の小規模蔵が出荷量を増やしていることから、消費者のニーズも減圧・イオン交換濾過の麦焼酎から常圧・低濾過の麦焼酎へシフトしていることが判る。
2007年1月には、大分県酒造組合が申請した「大分麦焼酎」が地域団体商標（地域ブランド）として登録された。2007年6月には「大分むぎ焼酎」も地域団体商標として登録されている。

## 大分麦焼酎の製造元とブランド
- 三和酒類 - 宇佐市。“下町のナポレオン”のキャッチコピーで有名な「いいちこ」の製造元。大分県のメーカーで焼酎乙類出荷量第1位[7]。
- 二階堂酒造 - 日出町。「大分むぎ焼酎二階堂」の製造元で、「吉四六」も造られている。大分県のメーカーで焼酎乙類出荷量第2位[7]。
- 老松酒造 - 日田市。「閻魔」の製造元。大分県のメーカーで焼酎乙類出荷量第3位[7]。
- 八鹿酒造 - 九重町。「銀座のすずめ」、「なしか!」の製造元。大分県のメーカーで焼酎乙類出荷量第4位[7]。
- 四ッ谷酒造 - 宇佐市。「兼八」の製造元。
- 藤居醸造 - 豊後大野市。「泰明」の製造元。
- 西の誉銘醸 - 中津市。「諭吉の里」、「嘉時」、「諭吉」の製造元。水にこだわり『日田天領水』を使用しているのが特長。
- 小野酒造 - 由布市。「神々」の製造元。大分の温泉水を使用しているのが特徴。

## 大分麦焼酎と鹿児島の焼酎メーカー
芋焼酎の生産地として有名な鹿児島県でも、芋焼酎が造れない時期に麦焼酎を造る焼酎メーカーも多い。自社ブランドとして麦焼酎を販売する焼酎メーカーもあるが、大分の大手焼酎メーカーに桶売りする焼酎メーカーも多い。